# Ямщиков, Александр Васильевич
Алекса́ндр Васи́льевич Ямщико́в (17 августа 1923, Самара — 27 октября 1987, Куйбышев) — участник Великой Отечественной войны, командир отделения разведывательного взвода 312-го гвардейского стрелкового полка 109-й гвардейской стрелковой дивизии 28-й армии 3-го Украинского фронта, Герой Советского Союза, гвардии старшина.

## Биография
Родился 17 августа 1923 года в городе Самаре в семье рабочего. Русский. Учился в железнодорожном техникуме. Когда началась Великая Отечественная война, добровольцем пришёл в военкомат и, чтобы попасть на фронт, приписал себе два года.
В октябре 1941 года был призван в Красную армию, с декабря того же года — на фронте. Молодой боец имел хорошую физическую подготовку, знал приёмы самбо, свободно владел немецким языком и вскоре был направлен в полковую разведку.
Первый раз ещё под Москвой Ямщикову удалось взять не просто крупного «языка» — генерала. Накануне сражения на Курской дуге захватил и доставил в свой штаб важные военные документы противника, из которых наше командование вовремя узнало о дислокации гитлеровских частей и их планах. Особо отличился в боях за освобождение Украины весной 1944 года.
13 марта 1944 года гвардии старшина Ямщиков, находясь в разведке в селе Шкурино-Загоряновка (Белозерский район Херсонской области), противотанковой гранатой подорвал штаб противника. 17 марта с группой ударом с тыла помог стрелковым подразделениям овладеть селом Ново-Русское (Жовтневый район Николаевской области).
За эти бои был представлен к геройскому званию. Всего к марту 1944 года с участием Ямщмкова было захвачено 17 пленных.
Указом Президиума Верховного Совета СССР от 3 июня 1944 года за образцовое выполнение заданий командования и проявленные мужество и героизм в боях с немецко-фашистскими захватчиками гвардии старшине Ямщикову Александру Васильевич присвоено звание Героя Советского Союза с вручением ордена Ленина и медали «Золотая Звезда» (N 4400).
В одном из следующих боёв был ранен. После госпиталя на фронт больше не вернулся. Всего за время службы в разведке доставил 23 языка, в том числе и несколько гитлеровских офицеров высокого ранга, обладавших очень ценной для военных информацией.
В феврале 1945 года после госпиталя гвардии старшина Ямщиков прибыл домой. С 1945 по 1947 год работал при Фрунзенском райисполкоме города Куйбышева, был инспектором отдела гособеспечения. Затем по состоянию здоровья переехал в город Ялту, в 1949 году — в город Фергану (Узбекистан), где работал столяром. В 1955 году уехал на освоение целины, работал столяром, инженером по технике безопасности. В 1957 году окончил Алма-атинский техникум повышения квалификации. В 1968 году вернулся на постоянное место жительства в город Куйбышев (ныне — Самара). До выхода на пенсию в 1970 году работал мастером управления отделочных работ.
Умер 27 октября 1987 года в Самаре. Был похоронен на городском кладбище города Самары, в 2005 году перезахоронен на Аллее Героев.

## Награды
Награждён орденом Ленина, Отечественной войны 1-й степени, медалями.

## Память
- В 2004 году на доме по улице Толстого, где родился и жил Герой, установлена мемориальная доска.
- В локомотивном депо станции Самара с 2005 года курсирует именной локомотив «Ямщиков».